# Trogoniformes

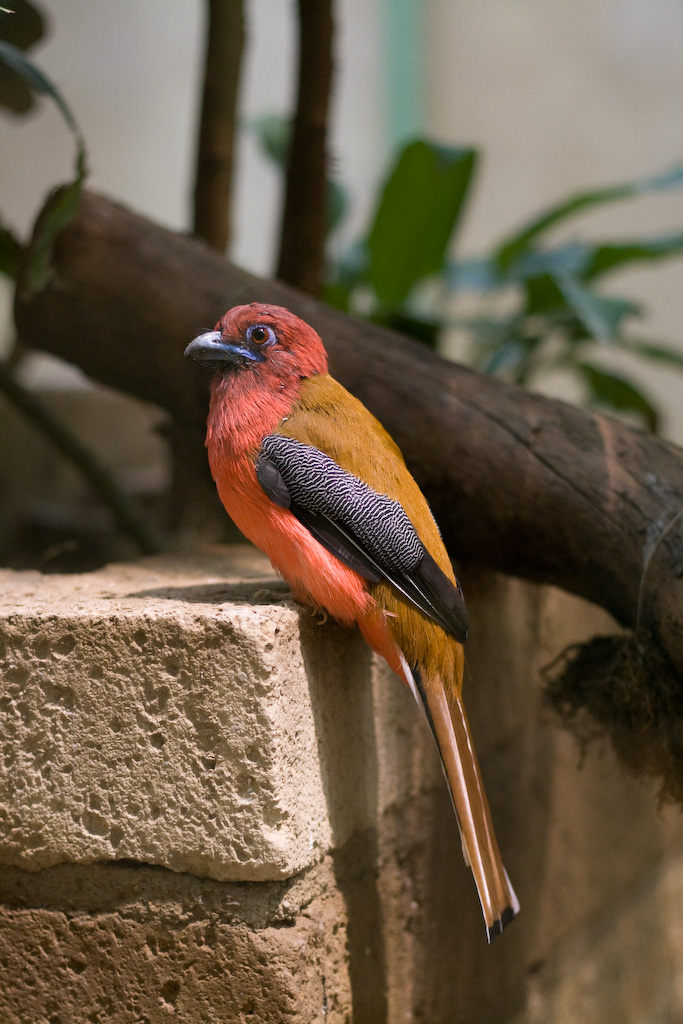
Harpactes erythrocephalus

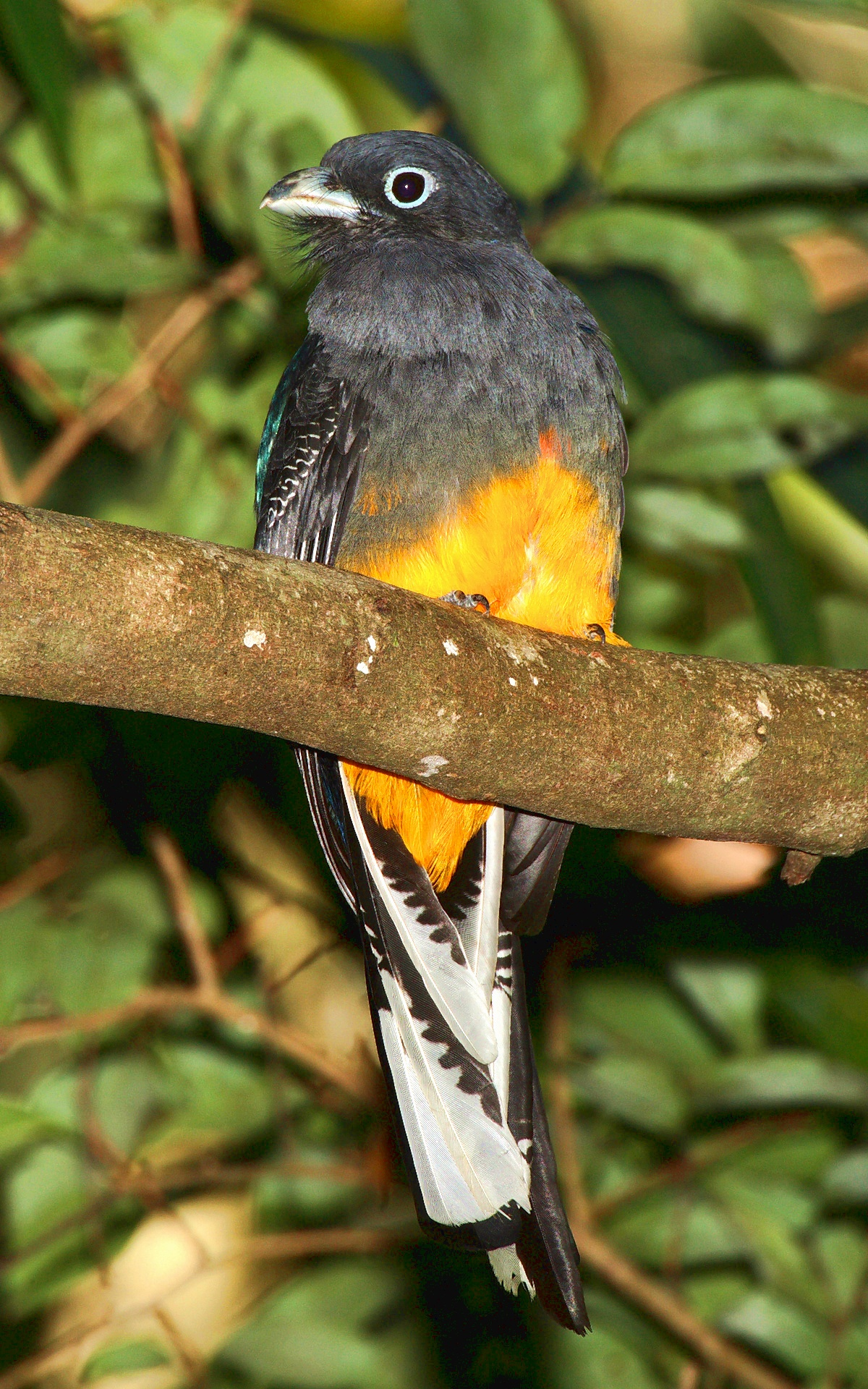
Trogon viridis fotografiat a Panamà

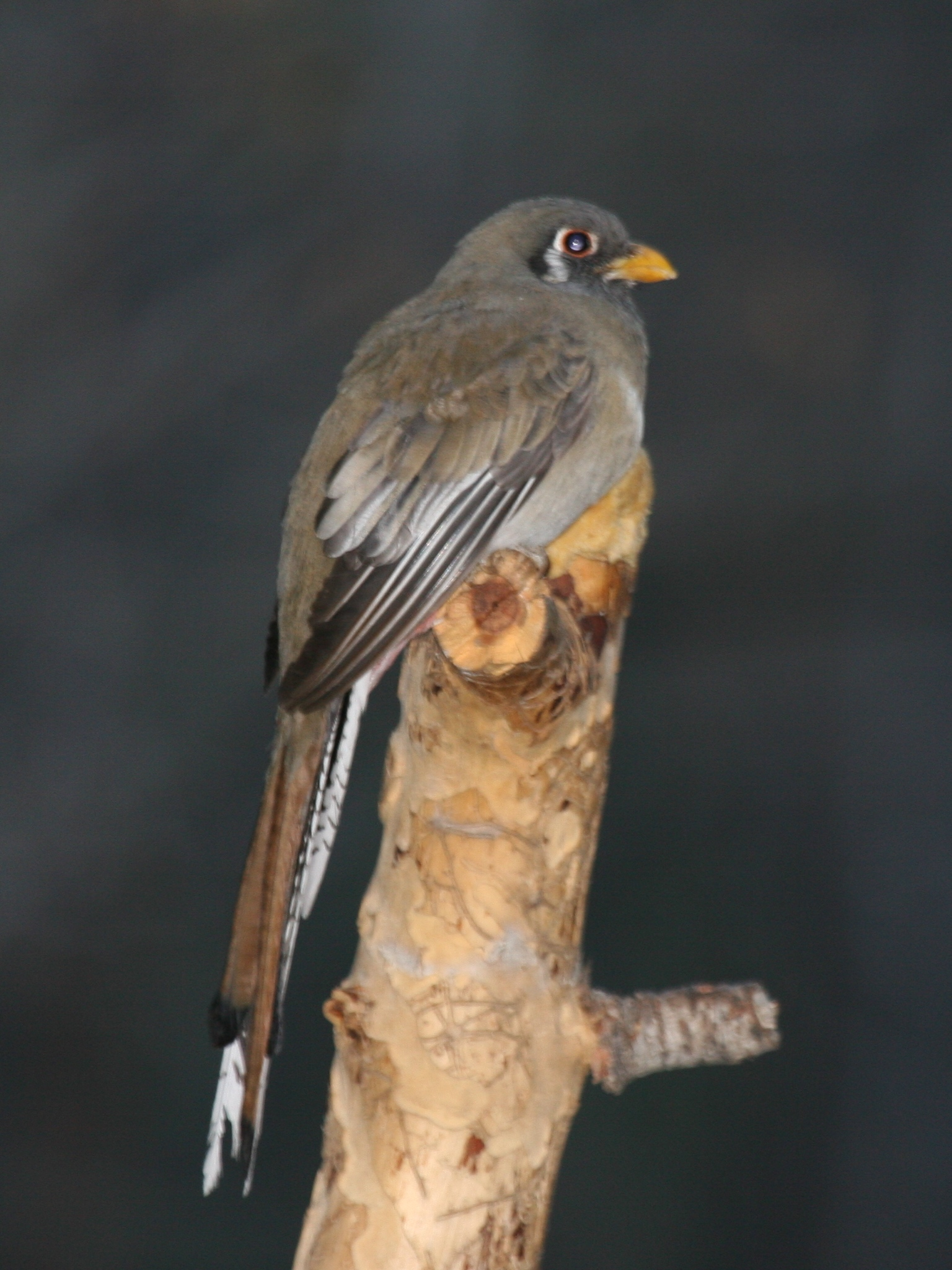
Femella de Trogon elegans

Els trogoniformes constitueixen un ordre d'ocells neògnats que agrupa 35 espècies, repartides entre 8 gèneres, dels quals cal destacar Pharomachrus, Priotelus i Trogon a Amèrica, Apaloderma i Heterotrogon a Àfrica i Harpactes, que és l'únic gènere asiàtic. El representant més conegut n'és el quetzal (Pharomachrus mocinno).

## Morfologia
- Fan de 25 a 35 cm de llargària total.
- Cos compacte.
- Tenen els peus heterodàctils —és a dir, amb el primer dit i el segon girats enrere i el tercer i el quart endavant.
- El bec és fort, curt, ample i lleugerament corb.
- Cua llarga.
- Coll curt.
- Potes i peus febles i curts (gairebé són incapaços de caminar sense l'ajut de les ales).
- Ales curtes i fortes.
- Tenen el plomatge llampant.

## Reproducció
Són monògams, fan el niu en forats dins d'arbres o termiters i hi ponen entre 2 i 4 ous segons les espècies.

## Alimentació
Són insectívors i frugívors.

## Costums
Són ocells arborícoles, territorials, mals voladors i sedentaris.

## Distribució geogràfica
Habiten les selves i els boscs tropicals de l'Amèrica Central i del Sud, l'Àfrica, l'Índia, Malàisia, Borneo i les Filipines.

## Taxonomia
Aquest gènere ha estat classificat en una única família amb 8 gèneres i 43 espècies
- Família Trogonidae
  - Gènere Apaloderma, amb tres espècies.
  - Gènere Apalharpactes, amb dues espècies.
  - Gènere Harpactes, amb 10 espècies.
  - Gènere Pharomachrus, amb 5 espècies.
  - Gènere Euptilotis, amb una espècie: quetzal orellut (Euptilotis neoxenus).
  - Gènere Priotelus, amb una espècie: trogon de Cuba (Priotelus temnurus).
  - Gènere Temnotrogon, amb una espècie: trogon de la Hispaniola (Temnotrogon roseigaster).
  - Gènere Trogon, amb 20 espècies.